# Dean Jagger
Ira Dean Jagger, alternativnamn Dean Jeffries Jagger, född 7 november 1903 i Columbus Grove, Ohio, död 5 februari 1991 i Santa Monica, Kalifornien, var en amerikansk skådespelare. 
Jagger filmdebuterade 1929 och fortsatte arbeta som karaktärsskådespelare livet ut, utan att nå verklig stjärnstatus. Sitt genombrott i en huvudroll gjorde han som Brigham Young i Mormonernas kamp (originaltitel Brigham Young, 1940). Han belönades med en Oscar för bästa manliga biroll för Luftens örnar (1949). Han har också bland annat medverkat i The Robe (1953), White Christmas (1954), The Proud Rebel (1958), Firecreek (1968) och Alligator (1980).
Flera årtionden efter att ha porträtterat dess ledare Brigham Young, döptes Jagger till medlem i Jesu Kristi kyrka av sista dagars heliga, 1972.

## Filmografi i urval
- 1936 – Revolt of the Zombies
- 1937 – Dangerous Number
- 1940 – Mormonernas kamp
- 1943 – Överraskande i gryningen
- 1945 – En yankee kom till England
- 1949 – Luftens örnar (alt. titel Blodig gryning)
- 1950 – Mörk stad
- 1951 – Rawhide
- 1952 – Västerns rallare
- 1952 – My Son John
- 1953 – Den purpurröda manteln
- 1954 – En stol är ledig
- 1954 – Heta pengar
- 1954 – White Christmas
- 1955 – En man steg av tåget
- 1955 – Havet är mitt öde
- 1957 – Bernardine
- 1957 – 40 pistoler
- 1958 – King Creole
- 1958 – Mannen från sydstaterna
- 1959 – Nunnan
- 1960 – Elmer Gantry
- 1960 – Det började en sommar
- 1961 – Flottans gullgossar
- 1968 – Jakt på samma byte
- 1968 – Duellen i Firecreek
- 1969 – Jagad för mord
- 1970 – Brevet till Kreml
- 1971 – Jakten mot nollpunkten
- 1972 – Glashuset
- 1973 – The Lie
- 1977 – Anfall från stjärnorna
- 1980 – Alligator
- 1980 – Gideons trumpet